# Jens Just Jermiin
Jens Just Sommer (de) Jermiin (10. december 1907 på Frederiksberg – 26. maj 1984) var en dansk landsretssagfører, godsejer, kammerherre og hofjægermester.
Han var søn af stamhusbesidder Jens Just Sophus Sommer de Jermiin (1867-1909) og Olga født von Nutzhorn (1874-1937), blev student fra Herlufsholm 1926 og cand. jur. 1938. Jermiin blev sagfører 1941, landsretssagfører 1943, var forpagter af godset Seinhuus 1944 og blev medejer 1945.
Jermiin var desuden medlem af bestyrelsen for Herlovianersamfundet 1929-34, for Den v. Schiebell-Arenstorffske Familiestiftelse 1931 (formand fra 1940), for A/S Storehedinge Bank (formand fra 1951), for A/S Dansk Frø- og Silo-Selskab 1951 (formand fra 1959) og for A/S Trifolium Frø; formand for Ringstedegnens Tolvmandsforening af 1902 fra 1954; medlem af Store Heddinge Landsogns Sogneråd 1958-62, sognerådsformand i Stevns Kommune 1962-66 og amtsrådsmedlem fra 1966.
Han blev gift 20. februar 1935 med Grete Ehnhuus (14. marts 1912 på Hindsgavl - 3. april 1992), datter af godsejer H.W. Ehnhuus (død 1945) og hustru Sophie født Hedemann.